# Pariah (film)
Pour les articles homonymes, voir Pariah.
Pour plus de détails, voir Fiche technique et Distribution.
Pariah est un film américain réalisé par Dee Rees, sorti en 2011. Ce long métrage est basé sur un court métrage de la réalisatrice sorti en 2007 sous le même titre.

## Synopsis
Une adolescente lesbienne jongle sans succès avec de multiples identités pour éviter le rejet de sa famille et de ses amis.

## Fiche technique
- Titre : Route of Acceptance
- Réalisation :
- Scénario :
- Production : Focus Features
- Musique :
- Pays d'origine :  États-Unis
- Langue d'origine : Anglais américain
- Genre : Drame
- Lieux de tournage : Fort Greene, Brooklyn, New York, État de New York, États-Unis
- Durée : 86 minutes
- Date de sortie : 
  -  États-Unis 20 janvier 2011 (Festival du film de Sundance)
  -  Canada 12 septembre 2011 (Festival international du film de Toronto)
  -  Suède 11 janvier 2013
  -  Allemagne 27 février 2013
  -  Japon 22 août 2013

## Distribution
- Adepero Oduye : Alike
- Pernell Walker : Laura
- Aasha Davis : Bina
- Charles Parnell : Arthur
- Sahra Mellesse : Sharonda
- Kim Wayans : Audrey
- Shamika Cotton : Candace
- Raymond Anthony Thomas : Mack
- Afton Williamson : Mika
- Zabryna Guevara : madame Alvarado
- Kim Sykes : madame Singletary
- Rob Morgan : Sock
- Nina Daniels : Gina
- Jeremie Harris : le petit ami de Bina
- Chanté Lewis